# 越前竹原駅
越前竹原駅（えちぜんたけはらえき）は、福井県吉田郡永平寺町竹原にある、えちぜん鉄道勝山永平寺線の駅である。駅番号はE18。

## 歴史
- 1914年（大正3年）2月11日：京都電燈越前電気鉄道の市荒川駅（いちあらかわえき）として開業[1][2]。
- 1942年（昭和17年）3月2日：京福電気鉄道（京福）設立に伴い[3]、同社の越前線（後の越前本線）の駅となる[4]。
- 1955年（昭和30年）9月1日：市荒川駅を移設の上、駅名を越前竹原駅に改称。
- 1967年（昭和42年）4月7日：貨物取扱を廃止[5]。
- 1983年（昭和58年）2月1日：駅業務を廃止し、無人化される（無人駅）[1]。
- 2001年（平成13年）6月24日：事故（京福電気鉄道越前本線列車衝突事故）による全線運行休止により休業[6][7]。
- 2003年（平成15年）
  - 2月1日：京福がえちぜん鉄道に駅施設を譲渡[7]。
  - 10月19日：永平寺口駅 - 勝山駅の運行再開に伴い、駅業務を再開[7]。

## 駅構造
1面2線の島式ホームを有し、勝山方面の列車がホーム南側の線路を通行する右側通行の形態となっている。また、日中のほとんどの列車が当駅で列車交換を行っている。ホームと駅舎とは構内踏切で連絡し、駅舎は本線の北側にある。福井方面となる北側の線路には側線が設けられている。
| のりば | 路線          | 方向 | 行先                            |
| ------ | ------------- | ---- | ------------------------------- |
| 1      | ■勝山永平寺線 | 上り | ふくい方面 (永平寺口・福井方面) |
| 2      | ■勝山永平寺線 | 下り | かつやま方面 (勝山方面)         |

## 利用状況
1日の平均乗降人員は以下の通りである。
| 乗降人員推移 | 乗降人員推移 |
| 年度         | 1日平均人数  |
| ------------ | ------------ |
| 2011年       | 154          |
| 2012年       | 149          |
| 2013年       | 146          |
| 2014年       | 126          |
| 2015年       | 129          |
| 2016年       | 137          |
| 2017年       | 115          |
| 2018年       | 107          |

## 駅周辺
駅入り口は永平寺町役場上志比支所から続く道路に面し、その道路沿いは集落となっているものの、入り口のない駅裏には水田が広がる。
- 越前竹原駅バス停留所
  - 永平寺町コミュニティバス「上志比ルート」上志比中学校ゆき、山王駅前ゆき
- 越前竹原駅前（停留所なし）
  - 勝山市乗合タクシー「北郷予約便」（フルデマンド便）[10]
- 福井県道255号牧福島上荒川線（勝山街道）[2]
- 上志比文化会館サンサンホール・永平寺町立図書館上志比館 - 山王駅からも同程度の距離
- 弁財天白龍王大権現
- 荒川興行寺 - 本願寺5世綽如の三男である周覚によって開かれ、越前一向一揆・九頭竜川の戦いの拠点となった浄土真宗本願寺派の寺院
- 吉峰寺 - 曹洞宗の開祖道元が越前国で最初に入った寺院

## 隣の駅
えちぜん鉄道
■勝山永平寺線
□快速（上りのみ）
山王駅 (E17) - 越前竹原駅 (E18) - 発坂駅 (E21)
■普通
山王駅 (E17) - 越前竹原駅 (E18) - 小舟渡駅 (E19)